# Marcelle Edith Omgba
Marcelle Edith Omgba es una deportista camerunesa que compitió en taekwondo. Ganó una medalla de bronce en el Campeonato Africano de Taekwondo de 2009 en la categoría de –67 kg.

## Palmarés internacional
| Campeonato Africano | Campeonato Africano | Campeonato Africano | Campeonato Africano |
| Año                 | Lugar               | Medalla             | Categoría           |
| ------------------- | ------------------- | ------------------- | ------------------- |
| 2009                | Yaundé (Camerún)    | Medalla de bronce   | –67 kg              |